# Raymond Domenech
Raymond Domenech (Lió, 24 de gener de 1952) és un exfutbolista professional francès, que va ser seleccionador de futbol de França. Actualment és entrenador de la selecció de futbol de Bretanya.

## Biografia
Domenech és fill d'emigrants catalans que es van exiliar a Lió l'any 1936 coincidint amb l'inici de la dictadura franquista. Encara manté contacte amb la seva família a Rubí, Vallès Occidental.
El juliol de 2004 va ser cridat, de forma inesperada, per reemplaçar Jacques Santini al capdavant de la selecció de futbol de França per la decebedora eliminació del combinat gal durant l'Eurocopa del 2004 davant Grècia en quarts de final.
Ha donat suport a les escoles La Bressola de la Catalunya nord en un manifest a Perpinyà.

### Alemanya 2006
Durant durant la Copa Mundial de Futbol de 2006, en Domenech va prendre les polèmiques decisions de no convocar Ludovic Giuly i de relegar en David Trézéguet a la banqueta de suplents. En la primera fase d'eliminació, França va demostrar un futbol pobre i es va classificar amb dificultat en un grup compartit amb rivals de poca jerarquia futbolística com ara Togo, Corea del Sud i Suïssa. Tanmateix, des de la segona fase va millorar el seu nivell, mercès a la gran actuación de Zinédine Zidane, i va eliminar Espanya, el Brasil i Portugal abans de perdre la final davant d'Itàlia, a la tanda de penals, després de la recordada expulsió de la seva estrella, Zidane. Malgrat les dures crítiques per la poca professionalitat demostrada envers alguns jugadors després d'haver perdut el mundial, Domenech va continuar com a entrenador de França.
A l'Eurocopa de 2008 hi va tenir un mal paper, ja que la selecció francesa no va arribar ni tan sols a quarts de final, i va encaixar una golejada davant els Països Baixos (4-1).

### Sud-àfrica 2010
Després de la polèmica classificació per la Copa del Món de Futbol de 2010, en Domenech va sorprendre tothom en no convocar el davanter del Reial Madrid Karim Benzema i el migcampista de l'Arsenal FC Samir Nasri. La seva figura va ser el centre d'una gran controvèrsia i polèmica durant el transcurs de la primera ronda del mundial.
Després d'empatar contra Uruguai en el primer partit per 0-0, França va enfrontar-se a Mèxic en el seu segon partit, on va seguir sense fer gols a la primera part. Al descans, Domenech va protagonitzar una discussió amb el davanter del Chelsea FC Nicolas Anelka, que va acabar (segons informació de la premsa francesa) en un insult del jugador cap a l'entrenador. Aquest dubte causà un gran enrenou i repercussió en el món del futbol i va derivar en l'exclusió del jugador del torneig de banda de la federació francesa.
El partit contra Mèxic acabaria amb una derrota per 2-0, cosa va accentuar encara més la crisi i va caldejar els ànims en el planter. Tal és així que, abans de l'últim partit, contra Sud-àfrica, els jugadors es van negar a entrenar en repudi de la decisió de la federació.
En l'últim partit contra Sud-àfrica, França patí una nova derrota 2-1 i queda fora del torneig en primera ronda. Al final del matx, Domenech es va negar a estrènyer la mà amb Carlos Alberto Parreira, entrenador de la selecció sud-africana. L'incident, va explicar Parreira, va ser perquè Domenech li va retreure les declaracions que havia realitzat després de la classificació de França per al Mundial de Sud-àfrica.

## Clubs
| Club                      | País   | Any       |
| ------------------------- | ------ | --------- |
| Olympique de Lió          | França | 1969-1977 |
| Racing Club de Strasbourg | França | 1977-1981 |
| Paris Saint Germain       | França | 1981-1982 |
| Girondins Bordeaux        | França | 1982-1984 |